# Mike Doyle
Mike Doyle (Manchester, 25 novembre 1946 – 27 giugno 2011) è stato un calciatore inglese, di ruolo difensore.

## Palmarès

### Club

#### Competizioni nazionali
- Campionato inglese: 1

Manchester City: 1967-1968
- Coppa d'Inghilterra: 1

Manchester City: 1968-1969
- Coppa di Lega inglese: 2

Manchester City: 1969-1970, 1975-1976
- Community Shield: 2

Manchester City: 1968, 1972
- Second Division: 1

Manchester City: 1965-1966

#### Competizioni internazionali
- Coppa delle Coppe: 1

Manchester City: 1969-1970